# Stekolny (Magadan)
Stekolny (russisch Стеко́льный) ist eine Siedlung städtischen Typs in der Oblast Magadan (Russland) mit 2125 Einwohnern (Stand 1. Oktober 2021).

## Geographie
Der Ort liegt gut 50 km Luftlinie nördlich des Oblastverwaltungszentrums Magadan am linken Ufer des Flusses Chassyn.
Stekolny gehört zum Rajon Chassynski und befindet sich 14 km südwestlich von dessen Verwaltungszentrum Palatka. Die Siedlung ist Sitz und einzige Ortschaft der Stadtgemeinde (gorodskoje posselenije) Possjolok Stekolny.

## Geschichte
Die Siedlung wurde 1941 im Zusammenhang mit der Errichtung eines Glaswerkes gegründet; der Ortsname ist daher von russisch steklo für Glas abgeleitet. Seit 1953 besitzt Stekolny den Status einer Siedlung städtischen Typs.

### Bevölkerungsentwicklung
| Jahr | Einwohner |
| ---- | --------- |
| 1959 | 3760      |
| 1970 | 3020      |
| 1979 | 4164      |
| 1989 | 4843      |
| 2002 | 2260      |
| 2010 | 2023      |
| 2021 | 2125      |

Anmerkung: Volkszählungsdaten

## Verkehr
Östlich an der Siedlung führt die Fernstraße R504 Kolyma vorbei, die Magadan mit Nischni Bestjach bei Jakutsk verbindet.
Stekolny lag an der in den 1940er-Jahren erbauten Schmalspurbahn Magadan – Palatka, die allerdings bereits 1956 wieder stillgelegt wurde.